# Juan A. Samudio
Juan Anselmo Samudio Domínguez (Asunción, 21 de abril de 1879-ib., 1935) fue un pintor paraguayo, reconocido por su contribución al arte nacional y su dedicación a la educación artística.

## Biografía
Juan Samudio nació en Asunción, capital de Paraguay, el 21 de abril de 1879, siendo hijo de Saturnino Samudio y Juana Domínguez. En 1903, participó junto a Carlos Colombo y Pablo Alborno en los exámenes convocados por el Instituto Paraguayo para obtener becas de estudio en Europa. Fue seleccionado para estudiar en Italia en la Real Academia de Dibujo y Pintura de Roma y durante su estancia en Europa, tuvo la oportunidad de exponer sus obras en la Exposición Internacional de 1906 en Roma.

## Carrera y personalidad
A su regreso a Paraguay, Samudio asumió la enseñanza de diseño y pintura en el Gimnasio Paraguayo y ocupó el cargo de director de la Academia de Bellas Artes. El intelectual y dramaturgo, Arturo Alsina, en su obra Paraguayos de otros tiempos, lo describe como una persona de carácter reservado, grave y reflexivo, cuyas obras reflejaban su vida interior. Su dedicación al arte fue total, renunciando a los placeres mundanos y al sueño de un hogar propio, priorizando la contemplación y el cumplimiento de su misión artística. En su lecho de muerte, continuó trabajando, firmando sus últimos cuadros. Aunque reservado, cultivaba amistades leales y disfrutaba de momentos de alegría e ironía.

## Obra y legado
En 1910, presentó sus obras Noche de luna y Puente de Canónica, pintadas en Venecia, en la exposición conmemorativa del centenario de la independencia de Argentina, celebrada en Buenos Aires. También participó en los festejos del centenario de la independencia de Brasil con una serie de paisajes de los alrededores de Caacupé. Falleció en Asunción en 1935, dejando un legado importante en el arte paraguayo.